# 사향

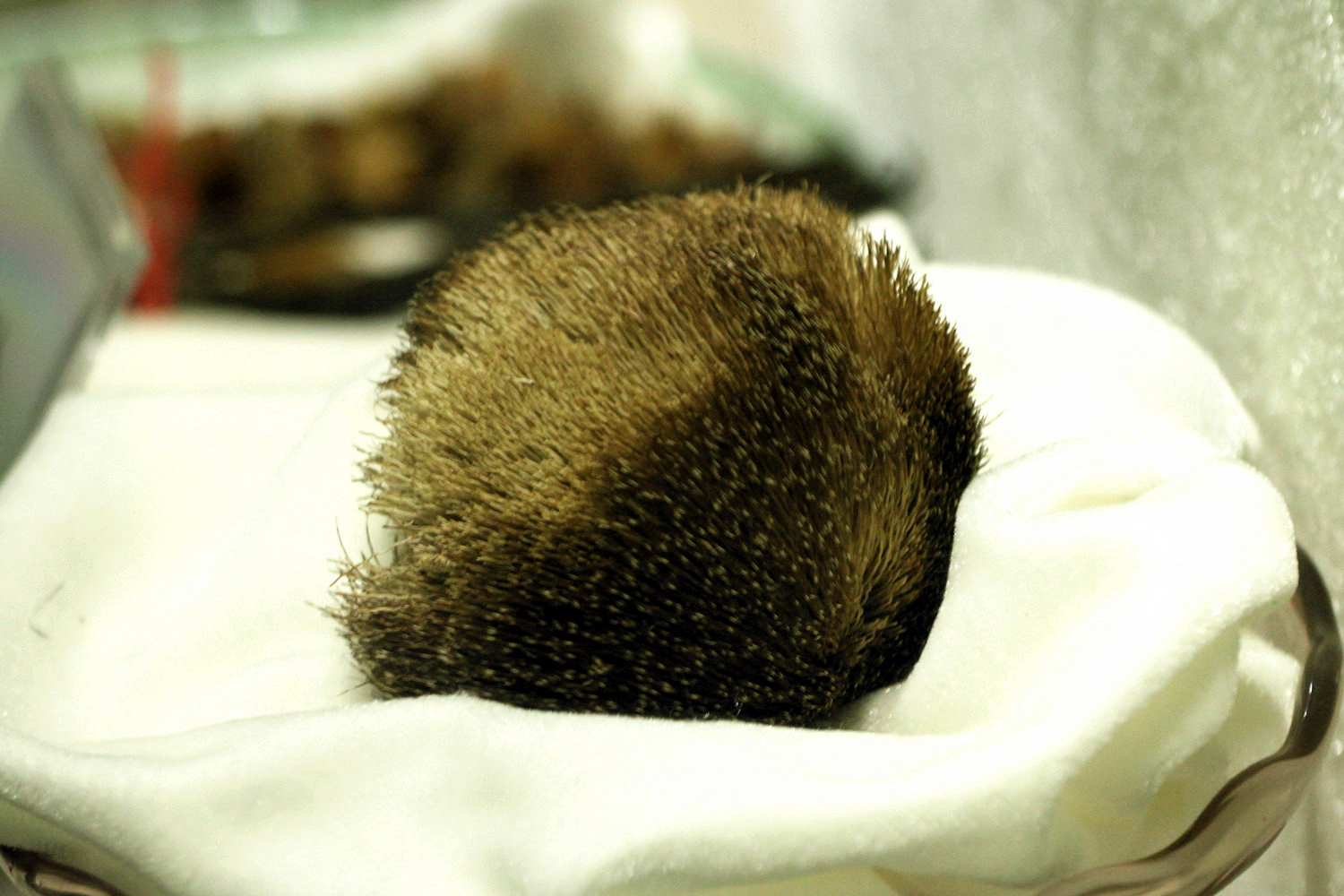

사향(麝香, deer musk)은 수컷 사향 노루의 복부에 있는 향낭(사향 샘)에서 얻은 분비물을 건조해서 얻는 향료, 생약의 일종이다.

## 용도
향료와 약의 주요 원료이고, 사향의 산지인 인도와 중국에서는 선사 시대에 향기로운 향과 향유 약물 등에 사용되고 있었다고 추정하고 있다. 아라비아에서도 코란에 이미 기재되어 있기 때문에 그 이전에 전래되어 있었다고 생각된다. 유럽도 6세기에는 정보가 전해지고 있으며, 12세기에 아라비아에서 실물이 전래된 기록이 남아있다.
향수의 향기를 오래 지속시키는 효과가 있기 때문에 향수의 소재로 매우 중요하다. 또한 흥분 작용과 심장의 수축을 높이는 작용, 남성 호르몬과 같은 작용 등의 약리 작용을 가진 것으로 알려있다.
한의학에서는 생약으로 천연 사향만 사용되지만, 저렴한 생약으로 합성 제품이 사용되기도 한다. 우황청심원의 주요 원료로 사용된다.

## 채취
사향은 예전에는 수컷의 사향 사슴을 죽이고 그 복부의 향낭을 잘라 건조하여 얻고 있었다. 향낭 내부에는 암모니아 냄새와 유사한 악취가 나는 암갈색의 가루와 덩어리가 들어있고, 하나의 향낭은 평균 25~27g으로 가루사향 15~18g 정도 얻을 수 있다. 이것을 건조하면 암모니아 냄새가 희미해져 어두운 갈색의 과립이 되며 약으로는 이를 그대로, 향수 등에는 이것을 에탄올에 용해시킨 후 찌꺼기를 여과해 사용하고 있다. 러시아, 티베트, 네팔, 인도, 중국 등이 주요 산지이지만, 특히 티베트, 네팔, 몽골 산이 품질이 좋은 것으로 알려져 있다. 한편, 최상품 사향은 베트남 통킹에서 수출돼 왔었기 때문에, 통킹 사향이 사향의 최상급 제품을 가리키는 단어로 남아있다.
사향 채취를 위해 희생된 사향 노루는 한때 연간 1만 ~ 5만 마리에 이르렀다고 전해지며 현재 멸종 위기에 있고, 멸종 위기에 처한 야생 동식물 종의 국제 거래에 관한 협약 (워싱턴 조약)에 의해 사향 상업 목적의 국제 거래는 원칙적으로 금지되었다.
현재 중국에서는 사육한 사향 노루를 죽이지 않는 지속적인 사향 채취가 이루어지고 있지만, 상업적 수요를 충족시키기엔 턱없이 부족한 양이다. 따라서, 향료 용도로는 합성 향료인 합성 사향이 사용되는 것이 보통이며, 천연 사향의 사용은 현재는 거의 없다.

## 성분
사향은 15개의 원자로 구성되는 고리 모양의 대환상 케톤 구조를 가지는 무스콘 (3 - 메틸 시클로 펜타 데카 논)이 기원종에 따라 0.1 - 2.5 % 정도 함유되어 있다. 그 외에 미량 성분으로 무스코 피리딘 (muscopyridine) 등의 대환상 화합물이 다수 발견되고 있다. 유기 용매에 용해 성분 중 최대 20 % 정도 포함되어 있다. 이 외에도 남성 호르몬 관련 물질인 C19-스테로이드의 안드로 스탄 골격을 가진 안드로스테론(androsterone)와 에피 안드로스테론(epiandrosterone) 등의 화합물이 포함되어있다. 하지만 사향의 대부분 성분은 단백질과 지방이다. 사향 중 약 10 % 정도가 유기 용매에 용해 성분으로, 그 대부분은 콜레스테롤 등의 지방산 에스테르, 즉 동물성 지방이다.

## 어원
사향의 사(麝) 자는 사슴 록(鹿) 자와 쏠 사(射) 자를 결합한 것으로 중국 명나라의 "본초 강목"에 따르면, 사정은 사향의 향기가 매우 먼 곳까지 확산성을 갖는 것을 나타내고 있다고 한다.
사향 노루 한 마리 마다 다른 세력권을 만들어 생활하고 번식시기에만 짝짓기를 한다. 따라서 사향은 수컷이 멀리있는 암컷에게 자신의 위치를 알리기 위해 생산하고 있는 것은 아닐까 생각되고 있으며, 성 페로몬의 일종이 아닐까 하는 설이 있는 반면, 분비량은 계절에 관계가 없다는 설도 있다.
한편, 영어 사향(musk)은 산스크리트의 고환을 의미하는 단어에서 유래된다. 이것은 사향의 향낭의 모습이 고환을 생각하게 했기 때문이라고 생각되지만, 실제로는 향낭은 포피 분비가 변화한 것이며 고환이 아니다.

## 다른 사향
사향 노루에서 얻은 사향 이외에도 사향의 향기를 가진 것, 그것을 생산하는 생물에 사향 또는 사향의 이름을 붙인다. 시빗(civet)을 생산하는 사향 고양이와 사향 쥐, 사향 장미와 머스크 시드(Musk seed), 사향 제비 나비 등을 들 수 있다.
또한, 단순히 좋은 강한 향기를 가진 것들도 마찬가지로 사향 또는 사향의 이름을 붙이는 수도 있다.

## 같이 보기
- 향수